# Санта Тереза ди Рива
Санта Терѐза ди Рѝва (на италиански: Santa Teresa di Riva, на сицилиански Santa Tresa di Riva, Санта Треза ди Рива) е морски курортен град и община в Южна Италия, провинция Месина, автономен регион и остров Сицилия. Разположен е на брега на Йонийско море, на месинския пролив. Населението на общината е 9414 души (към 2010 г.).